# Gouvernement Brigitte Haas
Principauté du Liechtenstein
Risch 
Le gouvernement Haas (en allemand : Kabinett Haas) est le gouvernement du Liechtenstein depuis le 10 avril 2025.
Formé après les élections législatives de février 2025, il est composé d'une coalition entre l'Union patriotique et le Parti progressiste des citoyens dirigé par la cheffe du gouvernement Brigitte Haas, première femme dans l'histoire pays à accéder à cette fonction. Il succède au gouvernement Daniel Risch.

## Historique du mandat
Les élections législatives du 9 février 2025 voient la victoire de la coalition sortante, dirigée par Daniel Risch, composé de l'Union patriotique (VU) qui maintient ses dix députés, et du Parti progressiste des citoyens (FBP) qui en perd trois sièges pour n'en conserver que sept au Landtag. Le scrutin est marqué par l'émergence des Démocrates pour le Liechtenstein (DpL), ce dernier triple sa représentation avec 6 députés sur 25.
Après le scrutin, la VU invite le FBP à entamer des négociations en vue d'une nouvelle coalition gouvernementale, ce que ce dernier accepte,. Le DpL exprime également son désir d'entamer des négociations en vue d'entrer au gouvernement. La session d'ouverture du Landtag pour élire le nouvel exécutif est initialement prévue pour le 20 mars, mais est reportée au 10 avril.
Le 4 avril, la VU et le FBP décide de reconduire leur coalition qui entre en fonction le 10 avril sous la direction de Brigitte Haas, devenant la première femme à accéder à la fonction de cheffe du gouvernement du Liechtenstein dans l'histoire du pays,. Le nouvel exécutif obtient la confiance du Landtag par 17 voix sur les 25 députés, tandis que l'élection de Brigitte Haas est confirmée par 18 voix.

## Composition

### Ministres
| Portefeuille                                                                                      | Titulaire | Titulaire        | Titulaire        | Parti |
| ------------------------------------------------------------------------------------------------- | --------- | ---------------- | ---------------- | ----- |
| Cheffe du gouvernement Ministre de la Présidence et des Finances                                  |           | Brigitte Haas    | Brigitte Haas    | VU    |
| Vice-cheffe du gouvernement Ministre des Affaires étrangères, de l'Environnement et de la Culture |           | Sabine Monauni   | Sabine Monauni   | FBP   |
| Ministre de l'Intérieur, de l'Économie et des Sports                                              |           | Hubert Büche     | Hubert Büche     | VU    |
| Ministre de la Société et de la Justice                                                           |           | Emanuel Schädler | Emanuel Schädler | VU    |
| Ministre des Infrastructures et de l'Éducation                                                    |           | Daniel Oehry     | Daniel Oehry     | FBP   |

### Suppléants
Selon l'article 79 de la Constitution du Liechtenstein des ministres suppléants sont nommés par le prince, en accord avec le Landtag, aux fonctions de chef du Gouvernement et de chaque ministre, qui en cas d'empêchement remplacent le membre du Gouvernement concerné aux réunions du Gouvernement.
| Suppléant de     | Titulaire | Titulaire        | Titulaire        | Parti |
| ---------------- | --------- | ---------------- | ---------------- | ----- |
| Brigitte Haas    |           | Christoph Büchel | Christoph Büchel | VU    |
| Sabine Monauni   |           | Karin Zech-Hoop  | Karin Zech-Hoop  | FBP   |
| Hubert Büchel    |           | Norma Heidegger  | Norma Heidegger  | VU    |
| Emanuel Schädler |           | Orlando Wanner   | Orlando Wanner   | VU    |
| Daniel Oehry     |           | Andreas Haber    | Andreas Haber    | FBP   |